# 飛坂基夫
飛坂 基夫（ひさか もとお、1945年1月13日 - ）は、日本の工学者、建築学者。工学博士。飛坂技術士事務所代表を務める。

## 経歴
- 1963年　旧建設省建築研究所第2研究部建設技官
- 1967年　日本大学理工学部建築学科卒業
- 1971年　建設省を辞職し、財団法人建材試験センター中央試験所無機材料試験課に移籍
- 1973年　一級建築士取得
- 1973年　財団法人建材試験センター構造材料の安全性に関する調査研究委員会委員
- 1980年　技術士建設部門
- 1982年　財団法人国土開発技術センター建設事業への廃棄物利用技術の開発委員会委員
- 1985年　日本コンクリート工学協会コンクリートのひび割れ調査･補修指針改定委員会委員
- 1987年　日本建築学会RC造ひび割れ対策指針改定小委員会委員
- 1988年　日本建築学会高強度コンクリート小委員会委員
- 1989年　財団法人建材試験センター無機材質試験課長
- 1989年　日本建築学会コンクリート品質の早期発見に関する調査研究委員会委員
- 1992年　日本大学で学位。
- 1992年　通商産業省レディーミストコンクリート専門委員会委員
- 1992年　財団法人国土開発技術センター「再生コンクリート利用技術の開発」再生利用研究会委員
- 1992年　日本建築学会高流動コンクリート小委員会委員
- 1993年　財団法人建材試験センター中央試験所付上級試験職
- 1994年　工学院大学非常勤講師（建築施工法担当）
- 1995年　日本コンクリート工学協会コンクリート工学編集委員会幹事
- 1995年　日本建築学会フライアッシュ調査研究小委員会幹事
- 1998年　財団法人建材試験センター中央試験所技術参与
- 1998年　日本コンクリート工学協会関東支部常任委員
- 1998年　日本コンクリート工学協会理事
- 1998年　日本コンクリート工学協会リサイクル標準化調査研究委員会委員
- 1999年　財団法人建設業振興基金建築施工管理技術者検定試験委員
- 2001年-現在　飛坂技術士事務所を経営
- 2001年-現在　財団法人建材試験センターISO審査本部試験委員及び本部事務局参与（嘱託）
- 2001年　日本大学短期大学部非常勤講師（建築施工法担当）現在に至る
- 2001年-現在　明海大学不動産学部非常勤講師（建築材料学I・II、建築材料実験担当）
- 2001年　日本大学理工学部非常勤講師（建築生産実験担当）

## 受賞
- 1981年　セメント協会論文賞受賞（高性能減水剤を使用した高強度コンクリーの諸物性）

## 著書
- 軽量コンクエリート調合設計・施工指針案・同解書（共著）社団法人日本建築学会 昭和52年
- コンクリートのひび割れ調査・補修・指針案（共著）社団法人日本コンクリート工学協会 昭和62年
- コンクリートの試験方法　上（共著）株式会社技術書院　平成5年
- コンクリートの調合設計指針・同解書（共著）社団法人日本建築学会　平成6年
- .コンクリート技師受験者の為のQ&A（共著）株式会社技術書院　平成6年
- コンクリートの骨材試験のみどころ・おさえどころ（共著）　(株)工文社　平成8年
- 建築工事標準仕様書・同解書　JASS5　鉄筋コンクリート工事（共著）社団法人日本建築学会　平成9年